# SIC (Portugal)
Sociedade Independente de Comunicação, est un groupe de médias portugais qui gère plusieurs chaînes de télévision et qui appartient au groupe Impresa de Francisco Pinto Balsemão.
Leur principale chaîne connue sous le nom de SIC, est la troisième chaîne de télévision portugaise, généraliste et privée.

## Histoire
L'histoire de la société commence en 1987, date à laquelle la société est enregistrée sans pour autant commencer à émettre une chaîne de télévision. À ses débuts, Granada Television détient 20% du capital de SIC, aux côtés d’Impala, Expresso et Projornal.
SIC est la première chaîne de télévision privée à émettre au Portugal, en 1992. Au cours de ses premières années d'existence, SIC est détenue par un consortium dirigé par Francisco Pinto Balsemão et soutenu par Controljornal, aujourd'hui renommé Impresa et qui possède plusieurs journaux et magazines papiers ainsi que TSF, Radio Cidade, Lusomundo, Costa do Castelo, Expresso, Éditeurs Impala, Interpress, Seguros Império et Rede Globo.
Très vite la chaîne devient la première chaîne en termes d'audience, en partie grâce aux telenovelas brésiliennes du groupe Globo. SIC était largement connu en Europe non seulement pour avoir atteint un record d'audience deux ans seulement après son lancement, mais aussi pour un documentaire sur l'art, "Cette télévision est la vôtre" (réalisé par Mariana Otero).
En 2005, la chaîne perd sa première place au niveau des audiences, au profit de sa concurrente privée TVI.
Après des tests durant la Ligue Europa et les Globos de Ouro, SIC diffuse intégralement en haute définition le 6 octobre 2016, tout comme ses chaînes thématiques.
À partir du 27 janvier 2019, la chaîne et l'ensemble de l'univers SIC sont transférés dans le bâtiment São Francisco de Sales, après 750 jours d'attente, laissant derrière eux plus de 26 ans dans l'ancien bâtiment Carnaxide.

### Identité visuelle

Logo de SIC depuis le 6 octobre 2018

### Slogans
- 2008-2017: « Estamos Juntos », « On est ensemble »
- depuis 2018: « O melhor ainda está para ver », « Le meilleur reste à voir »

## Programmes
La programmation de SIC est largement basée sur des talk-shows, des feuilletons brésiliens produits par Globo, des soaps portugais, des jeux télévisés et des sketches.
À l'instar de son concurrent principal TVI, SIC diffuse des séries télévisées internationales telles qu'Esprits criminels, les différentes déclinaisons des Experts et d'Entourage, après 1 heure du matin. SIC s'appuie également largement sur les productions Globo, en raison d'un contrat d'exclusivité qui oblige SIC à diffuser chaque feuilleton produit.
Les productions internes incluent des émissions de téléréalité occasionnelles et des sketches humoristiques, parmi lesquelles sont diffusées Malucos do Riso et Gato Fedorento.

### Informations
- Jornal da Noite
- Primeiro Jornal
- Edição da Manhã

### Divertissements
- Roda dos Milhões
- Agora ou Nunca
- A Escova de Dentes
- Buéréré
- Super Buéréré
- Ai os Homens!
- Big Show Sic
- A Noite da Má Mingua
- Levanta-te e Ri
- A Caça ao Tesouro
- Grande Tarde
- Queridas Manhãs
- Na Cama com...
- Noites Marcianas
- Fátima
- Contacto
- A Mascára (Masked Singer)

## Système de classification
Tout comme les autres chaînes nationales publiques et privées généralistes (RTP1, RTP2, TVI, etc.), SIC utilise un système de classification pour chaque émission diffusée à l'antenne. Cependant, certaines chaînes du câble peuvent utiliser le système de classification espagnol.
| Icône | Niveau | Niveau   | Description                         |
| ----- | ------ | -------- | ----------------------------------- |
|       | 1      | TODOS    | Tous publics                        |
|       | 2      | 10AP     | Déconseillé aux moins de 10 ans     |
|       | 3      | 12AP     | Déconseillé aux moins de 12 ans     |
|       | 4      | 16       | Déconseillé aux moins de 16 ans*    |
|       | 5      | 16 ou 18 | Interdit aux moins de 16 ou 18 ans. |

*s'affiche pendant 10 secondes et devient par après l'icône du niveau 5.